# Rublă transferabilă
Rubla transferabilă (în  rusă переводной рубль) a fost o unitate monetară scripturală bazată pe rubla sovietică și utilizată până în 1991 în cadrul Consiliului de Ajutor Economic Reciproc (CAER), pentru calculul valorii schimburilor comerciale și sumelor datoriilor dintre țările-membre ale acestui organism economic al Blocului de Est. După dizolvarea CAER-ului, în 1991, au apărut fricțiuni între statele care au aparținut fostului Bloc, și mai ales față de Rusia (moștenitoare a activelor și obligațiilor Uniunii Sovietice) privitor la conversiunea sumelor datorate de statele fostului CAER, în rubă transferabilă, a cărei rată de schimb a fost cosiderată ca sensibil supraevaluată.

### Articole conexe
- Rublă
- Rublă sovietică
- Monedă scripturală